# 1993 QX4
1993 QX4 är en asteroid i huvudbältet som upptäcktes 19 augusti 1993 av den amerikanske astronomen Eleanor F. Helin vid Palomar-observatoriet.
Asteroiden har en diameter på ungefär 8 kilometer och den tillhör asteroidgruppen Maria.